# Wybory do Zgromadzenia Konstytucyjnego w Tunezji w 2011 roku
Wybory do tunezyjskiego Zgromadzenia Konstytucyjnego przeprowadzono do 23 października 2011. W głosowaniu zwyciężyła Hizb an-Nahda (Partia Odrodzenia), która zdobyła 41,47% głosów.
Były to pierwsze wybory do legislatywy po jaśminowej rewolucji, w wyniku której 14 stycznia 2011 obalono prezydenta Ben Alego. 7 marca 2011 zaprzysiężony został nowy rząd Bedżiego Caida Essebsiego, w którym nie znalazł się żaden z członków dawnej administracji. Na początku marca przejściowe władze podjęły decyzję o organizacji 24 lipca 2011 wyborów do Zgromadzenia Konstytucyjnego, mającego za zadanie opracowanie nowej konstytucji, w oparciu o którą mogłyby następnie odbyć się wybory parlamentarne i prezydenckie. W czerwcu data wyborów została jednak przesunięta na 24 października 2011 z powodu problemów organizacyjnych, w celu zagwarantowania wolnych i uczciwych wyborów.
7,3 miliona uprawnionych do głosowania wybierało 217 deputowanych spośród ok. 1500 list partyjnych i kandydatów niezależnych. Przedstawiciele parlamentu w ciągu roku mają opracować nową konstytucję oraz przeprowadzić wybory parlamentarne. W głosowaniu zwyciężyła Hizb an-Nahda (Partia Odrodzenia), która zdobyła 41,47% głosów. Partii Odrodzenia przypadło 90 miejsc w liczącej 217 członków konstytuancie. Na drugim miejscu, z 13,82% głosów znalazł się Kongres na rzecz Republiki (CPR) z 30 mandatami. 9,68% głosów zdobyło Demokratyczne Forum na rzecz Pracy i Wolności (Ettakatol), czyli ugrupowanie elit centrolewicowych,. Partia na czele Mustafą Ben Dżafarem otrzymała 21 mandatów.
Po ogłoszeniu wyników wyborów w Tunezji doszło do wystąpień. Lider zwycięskiej partii Raszid Ghannszi ogłosił, iż jego partia nie ma zamiaru przeprowadzać radykalnych reform, zmieniających styl życia Tunezyjczyków. Deklaracja ta wychodziła naprzeciw powszechnym opiniom o radykalnych reformach motywowanych wartościami religijnymi. Partia Odrodzenia zapewniła, iż nie nakaże nosić kobietom chust, a także, że nie wprowadzi restrykcyjnych islamskich zasad w bankowości. Nowe władze skłonne były utrzymać dotychczasowego ministra finansów i szefa banku centralnego na ich stanowiskach. Zwycięska partia rozpoczęła rozmowy koalicyjne z innymi partiami.